# Колодино (Узденский район)
Колодино (бел. Каладзіно́) — деревня в Узденском районе Минской области Беларуси. Входит в Дещенский сельсовет. Население 39 человек (2009).

## География
Находится в 30 километрах к Востоку от районного центра — города Узда, в 51 километре от областного центра — города Минска. В непосредственной близости с деревней Рыбаковщина.
Через село проходит дорога Н9845, соединяющая деревню с трассой Р23 и окрестными селами.
Смешанные леса и болота.

### Гидрография
Река Осочанка, которая впадает в реку Птичь. Река Осочанка разделяет деревни Колодино и Рыбаковщина.

## История
До 30 октября 2009 года деревня входила в состав Тепленского сельсовета.

## Население

### Численность
- 2009 год — 39 жителей

### Динамика
- 2009 год — 39 жителей (перепись населения)

## Инфраструктура
На территории деревни расположено около 3-х десятков домов, магазин.